# Округ Милер (Арканзас)
Округ Милер (енгл. Miller County) је округ у америчкој савезној држави Арканзас. По попису из 2010. године број становника је 43.462. Седиште округа је град Texarkana.

## Демографија
Према попису становништва из 2010. у округу је живело 43.462 становника, што је 3.019 (7,5%) становника више него 2000. године.
| Група             | 2000.          | 2010.          |
| Белци             | 29.606 (73,2%) | 30.691 (70,6%) |
| Афроамериканци    | 9.297 (23,0%)  | 10.667 (24,5%) |
| Азијати           | 150 (0,4%)     | 198 (0,5%)     |
| Хиспаноамериканци | 641 (1,6%)     | 1.038 (2,4%)   |
| Укупно            | 40.443         | 43.462         |